# Transformatorhuisje (Losdorp)
Het transformatorhuisje Losdorp is een monumentaal transformatorhuisje dat opvallend is gelegen, midden op de driesprong Westendorpweg - Krommeweg in Losdorp.

## Beschrijving
Het transformatorhuisje is gebouwd rond 1925, het wordt aangeduid als "Losdorp 2907", heeft een rechthoekige plattegrond en is vormgegeven in Interbellum-architectuur. Het is een voorbeeld van een type transformatorhuisje met zadeldak.
Het gebouw is zeer opvallend gelegen, midden op de driesprong Westendorpweg - Krommeweg.